# Friedrich Bessel
Friedrich Wilhelm Bessel (Minden, Westfalia, Alemania, 22 de julio de 1784 - Königsberg (Kaliningrado), 17 de marzo de 1846) fue un matemático y astrónomo alemán, sistematizador de las funciones de Bessel (las cuales, a pesar de su nombre, fueron descubiertas por Daniel Bernoulli). Como astrónomo, fue el primero en determinar el paralaje de una estrella, publicando en 1838 los datos que había calculado de 61 Cygni.

## Vida y obra
Bessel era hijo de una criada y a los 14 años pasó a ser aprendiz en una compañía mercantil de importaciones y exportaciones de Bremen. Ya de joven llegó ser el contable de la misma, y la confianza en su trabajo le llevó a aplicar sus facultades matemáticas a problemas de navegación, concentrando su interés en la astronomía como una salida para determinar la longitud.

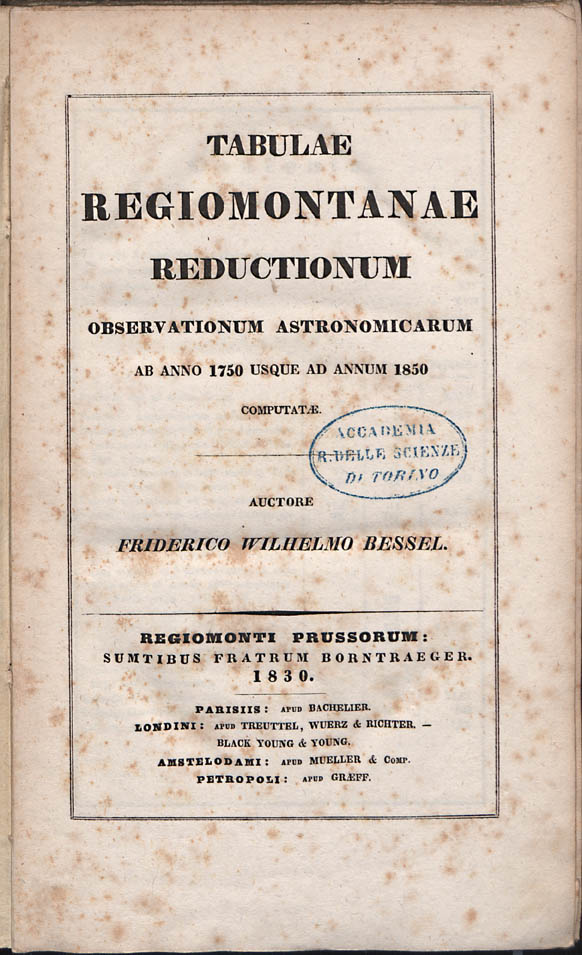
Tabulae Regiomontanae reductionum observationum astronomicarum ab anno 1750 usque ad annum 1850 computatae, 1830

Su trabajo tan concienzudo llamó la atención de una de las mayores figuras de la astronomía alemana, Heinrich Wilhelm Olbers, por precisar en los cálculos de la órbita del cometa 1P/Halley. Gracias a su apoyo pudo encontrar trabajo en un observatorio privado instalado cerca de Bremen, en donde comenzó a trabajar con total dedicación.
A sugerencia de Olbers, analizó y clasificó las observaciones y mediciones estelares de posición efectuadas anteriormente por James Bradley, de unas 3000 estrellas; en esta tarea demostró un celo y precisión tal que el rey Federico Guillermo III de Prusia le nombró director del Observatorio de Königsberg en 1810, en donde pasó el resto de su vida pese a quejarse continuamente del clima local.
Después de efectuar delicadas mediciones de ciertas constantes fundamentales (aberración y refracción atmosférica), que refinó y tabuló, recibió en 1811 un premio del Instituto de Francia por sus nuevas tablas de correcciones que publicó en Fundamentos de Astronomía (1818).
Con el fin de mejorar la precisión de sus instrumentos, sustituyó el viejo tránsito meridiano (construido por Dollond) y el círculo de Cary por un nuevo círculo meridiano construido por Reichenbach-Ertel; en 1841 instaló un círculo de Repsold. En estas fechas su Tabulae Regiomontanae (Tablas de Königsberg) estaban en uso ya en casi todos los observatorios del mundo, por su extensión y exactitud.
Conociendo la elevada precisión de sus instrumentos, intentó determinar el paralaje de las estrellas más próximas, trabajando con un heliómetro construido por Joseph von Fraunhofer: eligió para ello la denominada 61 Cygni que, basándose en su movimiento propio (5,2″ al año), debería ser una de las más cercanas a nuestro planeta. Al cabo de 18 meses de observaciones (hasta finales de 1838) comprobó que el paralaje era igual a 0,314″ ± 0,020″: la estrella distaba más de 657 000 veces la distancia Tierra-Sol. Solo más tarde se medirían los paralajes de Vega y Alfa Centauri, resultando esta última la más próxima a la Tierra: 0,77″ y 4,3 años luz de distancia.
En 1844, analizando las posiciones micrométricas de dos estrellas fundamentales del catálogo del astrónomo inglés Nevil Maskelyne (Sirio y Proción), comprobó que su movimiento aparente por el cielo era errático, como si estuviesen afectadas por otro “cuerpo” muy próximo pero invisible. De sus propias observaciones dedujo la órbita del compañero de Sirio, la estrella enana blanca Sirio B (también conocida como el Cachorro) que no sería descubierta hasta el año 1862 por Alvan Graham Clark; la compañera de Proción sería descubierta en 1896.
Después de muchos años de trabajo y dedicación publicó un catálogo con las posiciones precisas de unas 75 000 estrellas del hemisferio norte.
Bessel fue un contemporáneo de Carl Gauss, que también era matemático y astrónomo.

## Reconocimientos
- El cráter lunar Bessel lleva este nombre en su honor.[3]
- El asteroide (1552) Bessel también conmemora su nombre.[4]